# Morutsha
Morutsha – wieś w Botswanie w dystrykcie North West. Według spisu ludności z 2011 roku wieś liczyła 61 mieszkańców.